# Clapet coupe-feu
Pour les articles homonymes, voir CCF.

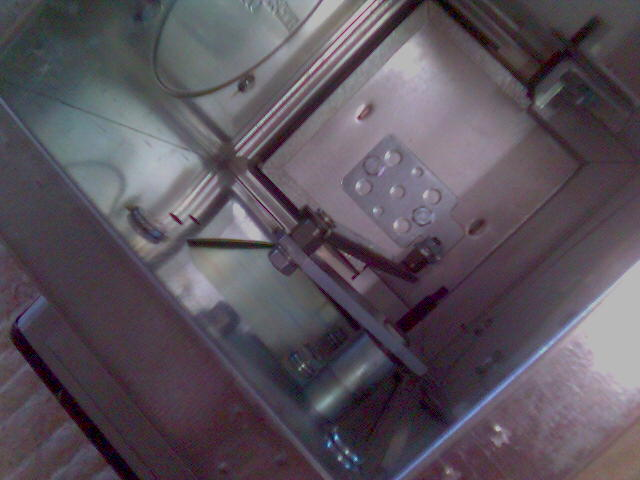
Exemple de clapet coupe-feu

Un clapet coupe-feu (CCF) est un dispositif automatique de fermeture permettant d'empêcher la propagation d'un incendie par les conduits de ventilation, en stoppant les fumées et les gaz chauds. 

## Principe de fonctionnement
- le ou les clapet(s) coupe-feu sont en position ouverts lorsqu'une installation de ventilation est en fonctionnement normal.
- le ou les clapet(s) coupe-feu sont en position fermés si le mécanisme de fermeture est actionné par une température supérieure à 70° (fusible thermique), ou en le fermant manuellement (dispositif de secours).

Le système de fermeture peut être asservi à un système de sécurité incendie. Dans ce cas ce sont souvent plusieurs clapets qui vont se fermer automatiquement permettant d'isoler une zone dite de compartimentage (l'endroit où se situe l'incendie). Cette zone de compartimentage peut être composée de un ou plusieurs locaux.
Dans un système de sécurité incendie, les clapets coupe-feu font partie des dispositifs actionnés de sécurité.

## Installation
Les clapets coupe-feu sont installés au droit d'un plancher ou d'un mur, afin d'isoler au mieux des locaux traversés par des conduits de ventilation.